# 게르하르트 슈퇴크

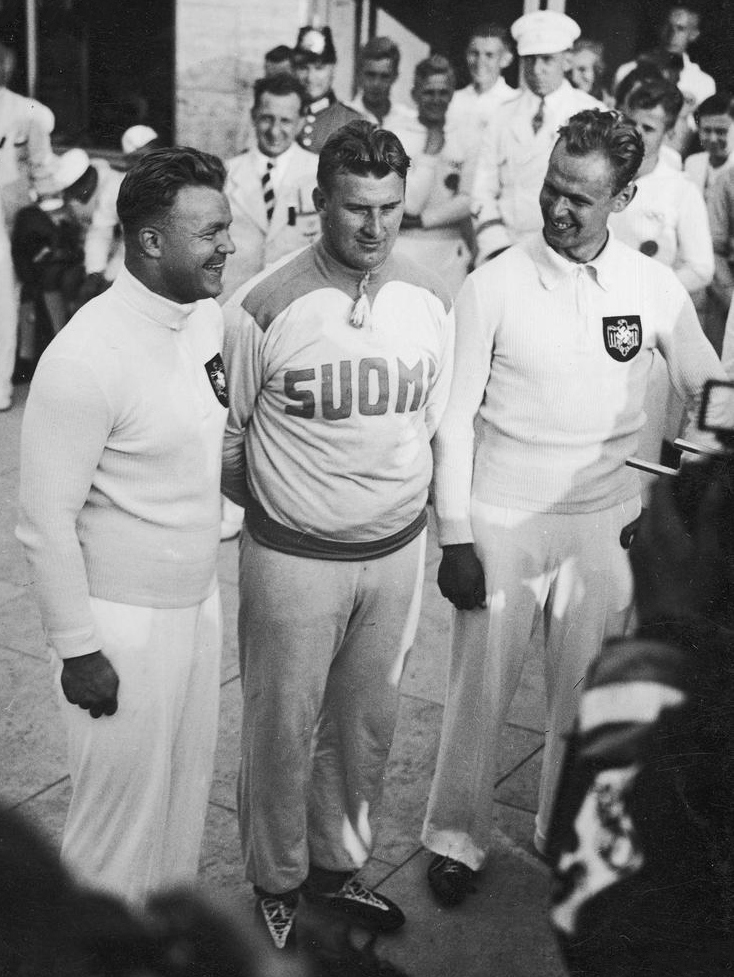

게르하르트 슈퇴크(독일어: Gerhard Stöck, 1911년 7월 28일 ~ 1985년 3월 29일)는 독일의 육상 선수로 포환던지기와 창던지기를 주로 활약하였다.

## 생애
현재 폴란드 그라비오나에 속하는 카이저스발데에서 태어난 슈퇴크는 1936년 베를린 올림픽에서 포환던지기 동메달과 창던지기의 역전승 금메달을 획득하였다.
포환던지기에서 각각 1·2위를 한 동료 선수 한스 뵐케와 핀란드의 술로 바를룬드에 의하여 능가되었다. 부수적으로 뵐케는 올림픽 육상 종목에서 금메달을 따는 데 첫 독일 선수였다.
창던지기에서 슈퇴크를 위한 더 많은 호의적 성과가 있었다. 던지기의 4개의 라운드 후에 자신이 5위에 오고, 아돌프 히틀러 총통의 경기장 도착과 격렬하게 응원하는 팬들에 의하여 영감을 받은 슈퇴크는 자신의 우승에 71.84m의 대단한 던지기와 함께 날렸다.
제2차 세계 대전이 일어나는 동안에 그는 독일 육군의 중위였으며, 스탈린그라드 전투에 있었다.